# Trent (flod)
 For alternative betydninger, se Trent. (Se også artikler, som begynder med Trent)
Trent er en af de største floder i England. Den har sit udspring i Staffordshire, mellem Biddulph og Mow Cop, og løber gennem Midlands indtil den munder ud i Humber og derfra ud til Nordsøen. Den løber blandt andet forbi Stoke-on-Trent, Burton-upon-Trent, Nottingham og Newark-on-Trent.
Den løber nordover, noget som er usædvanligt for engelske floder. Den er også speciel fordi den har en tidevandsbølge, som kaldes Aegir.
Trent markerer grænsen mellem de to engelske herolders områder, Norroy og Clarenceaux. "Nord for Trent" er derfor en af flere definitioner på afgrænsningen mellem det nordlige og sydlige England.
53°42′N 0°42′V / 53.7°N 0.7°V